# 우위안춘
우위안춘(중국어 간체자: 吴原春, 정체자: 吳原春, 병음: Wú Yuánchūn, 한자음: 오원춘, 1970년 11월 20일 ~ )은 2012년 4월 2일 대한민국 경기도 수원시 팔달구 지동에서 수원 토막 살인 사건을 일으킨 중국 출신의 살인범이다. 2007년 9월 대한민국에 입국한 조선족(한국계 중국인)으로, 경남 거제에서 노동일을 시작하며 한국에 정착했다.
2012년, 오원춘은 자기 집 앞을 지나가던 28세 여성을 납치·살해한 후 온몸을 난도질하고, 시신을 280조각으로 포를 떠서 봉지 하나당 20개씩 담아 보관한 엽기살인 혐의로 체포되었다. 이는 인육채취 및 장기밀매 목적으로 의심되는 행위였으나, 그는 살인이 우발적이라고 진술하였으며 경찰은 이를 그대로 믿고 "우발적범죄"임을 주장했다.
검찰은 이 사건이 계획적이고 잔혹한데다 반성의 기미가 없다고 판단하여 사형을 구형했으나, 법원에서는 판결을 내린 1심의 형량이 너무 무겁다며, 오원춘이 초범인데다 "이 세상에 살아 있는 것이 사회의 유지존립과 도저히 양립할 수 없다고 보기 어렵다"는 이유를 들어 무기징역으로 감형했다. 이 판결은 피해자보다 가해자의 인권을 우선시한 판결이라는 비판을 받으며 대한민국 사회에 큰 논란을 일으켰다.

## 생애
1970년 중화인민공화국 네이멍구 자치구의 선광촌에서 태어나 초등학교 졸업 후 농업에 종사하였다. 그는 2007년 9월 취업비자로 대한민국에 입국하여 4년여간 공사장 노동자 생활을 해왔다. 2011년 10월까지 대한민국과 중화인민공화국을 8차례나 오갔으며, 제주특별자치도, 경상남도 거제시 등에서 주로 일용직 노동자로 거주하였다. 본국에는 아내와 아들을 두고 있는 것으로 밝혀졌다. 2010년 10월부터는 경기도 수원시에서 살아왔다.

### 사건
불법체류자 오원춘은 2012년 4월 1일 휴대 전화 부품 공장에서 일하고 퇴근하는 한국인 여성 회사원 곽모씨(1984년 ~ 2012년 4월 2일)씨를 자신의 집으로 납치하여 2012년 4월 2일 새벽 5시 경 곽씨를 목 졸라 살해한 뒤 시신을 토막냈다. 그는 2012년 4월 2일 경찰에 붙잡혔다. 살해당한 여성은 살해당하기 전 경찰에 신고를 하였으나, 경찰의 늦장 대응으로 피해자를 구조하지 못했다는 논란이 있었다. 결국 경찰은 사과문을 발표하였다. 이 사건의 처음 보도 당시 당초 경찰은 살해 당한 여성과 사건 접수를 한 경찰관과의 통화 시간이 1분 20초라고 밝혔으나 2주일 간의 언론의 취재 결과 112신고센터 간 통화시간은 총 7분 36초였던 것으로 드러났다. 오원춘은 피해자를 스패너로 머리를 두 차례 때린 뒤 목을 졸라 살해했다고 경찰서에서 진술하였다.

### 체포와 그 이후
오원춘은 경찰이 아닌 소방방재센터에서 위치추적(GPS)을 해줘서 소방방제센터의 도움을 받은 경찰에 의해 체포되었으며 그 이유는 경찰에게는 아직 위치추적이 허용되지 않았기 때문이였다. 오원춘은 체포 이후 경찰이 구타를 하지 않고 된장찌개로 식사를 대접하면서 취조를 하자 "이런 일로 체포당하면 모진 구타를 당할 줄 알았는데 구타가 없어서 오히려 의아했다."고 말했다.
검찰은 오원춘에 대해 피해자의 사체를 심하게 훼손하는 등 죄질이 너무 악랄한데다 범행 이후에도 뉘우치는 기색이 없다며 법정최고형인 사형을 구형했다.
2012년 6월 15일 1심 법원인 수원지방법원은 오원춘에 대해 사형을 선고했다. 수원지법 형사합의11부는 판결문에서 그가 인육이나 장기밀매 목적으로 범행을 저지른 것일 가능성이 있다고 밝혔으며, 또한 사체의 일부를 타인에게 제공하려고 했을 수 있다고 밝혔다.
2012년 6월 22일 추가 조사를 받으러 수원지방법원으로 호송되던 도중 같이 호송되던 마약사범과 싸움이 붙었다. 오원춘은 호송차량 밖을 내다보면서 여자가 지나가면 히죽거리면서 웃고 다리를 떨고 있었는데 이 마약사범이 "너 오원춘이지? 웃지 말고 반성하고 있어!"라고 말하자 오원춘이 이 마약사범에게 주먹을 날리면서 싸움이 시작되었다. 하지만 동승한 교도관들이 제지해서 싸움은 중지되었다.
오원춘은 법원의 판단에 불복, 항소장을 제출했다. 2012년 10월 18일 항소심에서 서울고등법원 형사5부(부장 김기정)는 범행 수법이 잔인해 죄질이 무겁지만, 인육 및 장기밀매를 목적으로 범행을 저질렀다는 1심 판결의 명확한 근거를 찾을 수 없고 사형 판결을 내린 1심의 형량이 무겁다고 판단하여 무기징역으로 감형했다. 검찰은 양형 부당을 이유로 상고하였으나 2013년 1월 16일 대법원이 "10년 이상의 징역형이 선고된 경우 검사가 양형 부당을 이유로 상고할 수 없다는 것이 대법원의 판례"라는 점을 근거로 검찰의 상고를 기각함에 따라 형이 확정되었다. 오원춘은 이 판결에 따라 무기징역을 선고받았으며 신상정보 공개 10년, 전자발찌 부착 30년 명령을 받고 현재, 경북북부제1교도소(청송교도소)에 수감 중이다.